# Léonie Yahne

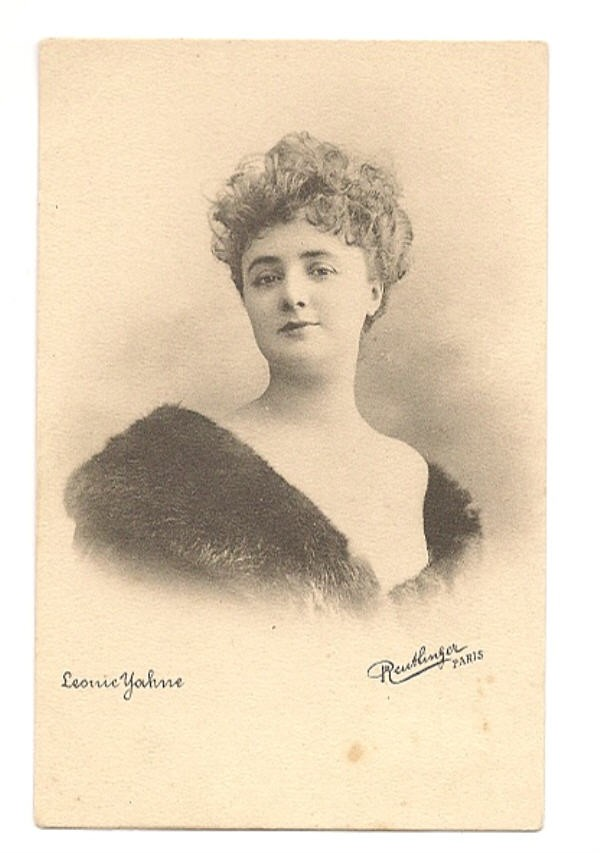
Léonie Yahne

Léonie Yahne, eigentlich Marie Léonie Jahn (* im 19. Jahrhundert in Versailles; † nach 1913) war eine französische Schauspielerin, die heute vor allem durch Werke des Malers Toulouse-Lautrec bekannt ist.

## Leben
Léonie Yahne wurde als Marie Léonie Jahn geboren und unter dem Namen Yahne bekannt. In einem Zeitungsartikel von 1899 wurde sie als eine der schönsten und bekanntesten Pariser Schauspielerinnen bezeichnet. Zeitweise wohnte sie in der Rue des Capucines 14.
Sie spielte 1895 in Viveurs von Henri Lavedan, in Les Demi-Vierges von Marcel Prévost und in L'Âge difficile von Jules Lemaître. Aus dieser Zeit stammen Lithographien Toulouse-Lautrecs, die die Schauspielerin zeigen. 1896 trat sie in La Villa Gaby von Léon Gandillot auf, 1897 in Jalouse von Alexandre Bisson und in La Douloureuse von Maurice Donnay, 1898 hatte sie eine Rolle in Mariage bourgeois von Alfred Capus und 1899 war sie in Petit chagrin von Maurice Vaucaire zu sehen.
Sie spielte 1900 die Roxane in Cyrano de Bergerac von Edmond Rostand und 1901 die Nialka in Léon Alfred Fourneaus Stück Pour être Aimée. Im selben Jahr stand sie als Huguette in Famille auf der Bühne.
1902 spielte sie die Mirette in Les trois Glorieuses von Gosselin Lenotre.
1904 hatte sie eine Rolle in L'embarquement pour Cythère von Émile Veyrin und 1905 spielte sie in Les Oberlé von Edmond Haraucourt.
1912 war sie als Adinolfa in Impressions d'Afrique von Raymond Roussel zu sehen und 1913 hatte sie wahrscheinlich eine Rolle in dem Stummfilm Max und die Liebe (Le duel de Max).

## Bilder
1895 schuf Toulouse-Lautrec eine Lithographie, die Léonie Yahne und Henry Mayer in dem Stück L'Âge difficile von Jules Lemaître zeigt. Eine weitere Lithographie aus demselben Jahr trägt den Titel Yahne dans sa loge.
Léonie Yahne wurde häufig im Atelier Nadar und von Léopold-Émile Reutlinger fotografiert und war mehrfach in der Zeitschrift Le Théâtre abgebildet, so im Juni 1903 und im März 1913.
Eine kolorierte Fotografie von 1899 zeigt Yahne in Plombières in ihrem Cleveland-Wagen.

## Filmografie
- 1913: Le duel de Max

## Galerie

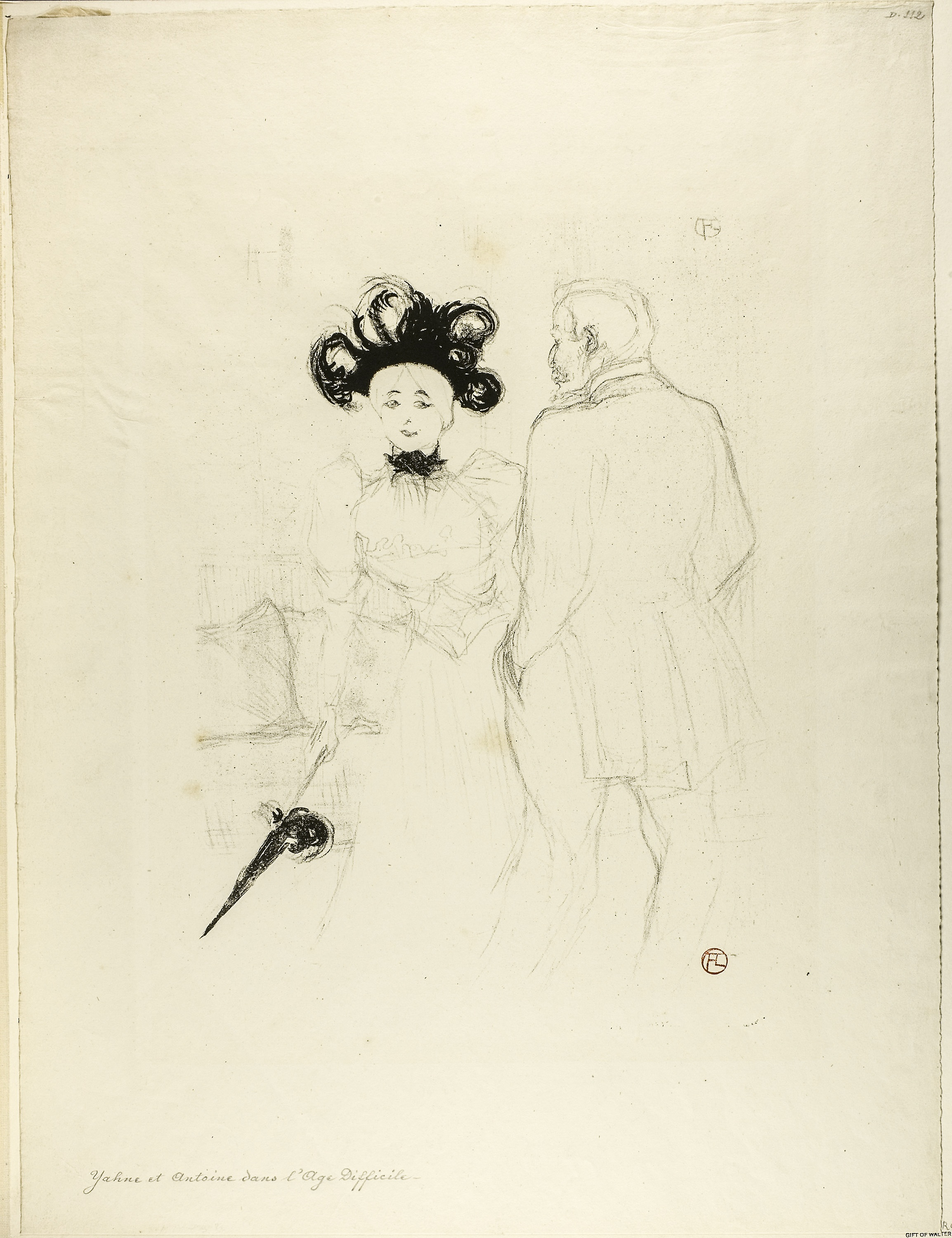
Yahne in L'Âge difficile
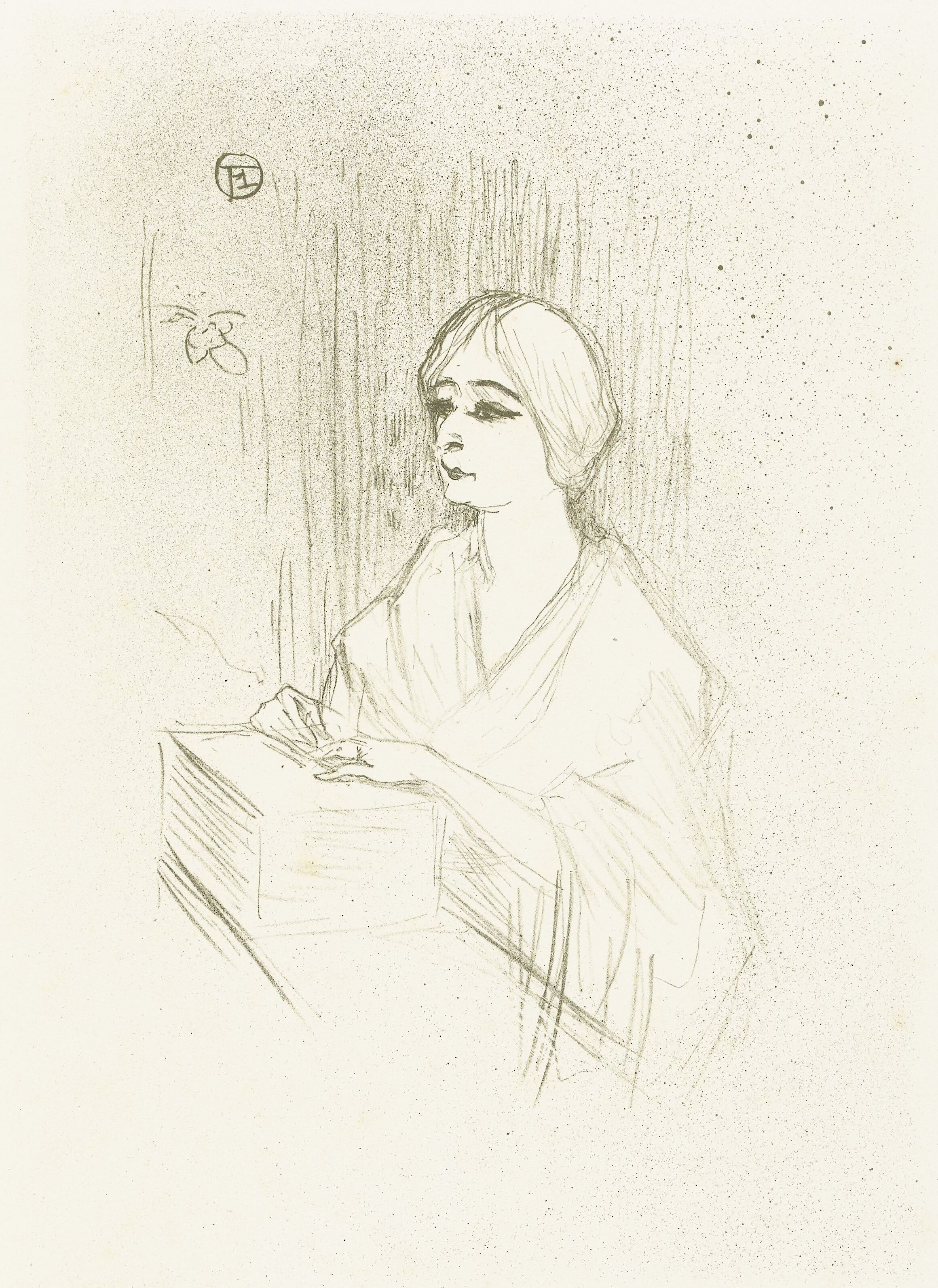
Yahne dans sa loge
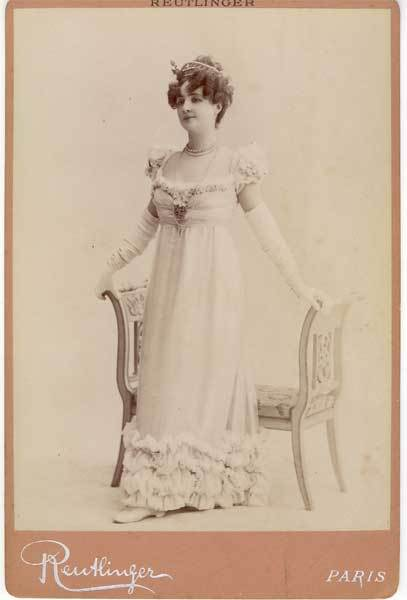
Eine Aufnahme von Léopold-Émile Reutlinger